# Yushania oblonga
Yushania oblonga är en gräsart som beskrevs av Tong Pei Yi. Yushania oblonga ingår i släktet yushanior, och familjen gräs. Inga underarter finns listade i Catalogue of Life.